# Rotundabaloghia coroicoensis
Rotundabaloghia coroicoensis es una especie de arácnido del orden Mesostigmata de la familia Uropodidae.

## Distribución geográfica
Se encuentra en Bolivia.